# John Chetwode Eustace

A Tour through Italy, 1813

John Chetwode Eustace (Irlanda, 1762 circa – Napoli, 1º agosto 1815) è stato un presbitero, scrittore e antiquario britannico.

## Biografia
La sua famiglia fu inglese, dato che la madre fu una dei Chetwodes of Cheshire. Venne istruito alla Sedgley Park School e dopo il 1774 alla Casa benedettina di St. Gregory's a Douai. Pur non divenendo un benedettino, rimase sempre legato all'ordine.
Si recò in Irlanda dove insegnò retorica al Maynooth College, dove venne ordinato sacerdote. In disaccordo con l'Irlanda, ritornò in Inghilterra per aiutare il dott. Collins nella sua scuola a Southall Park. Dal 1798 divenne cappellano di sir William Jerningham presso Costessey (Norfolk). Tra il 1801 ed il 1802 compì un viaggio in Italia con tre allievi, John Cust (nipote di John Cust, Lord Brownlow), Robert Rushbroke e Philip Roche.
Durante i suoi viaggi scrisse un diario che venne intitolato Classical Tour. Nel 1805 egli resiedette allo Jesus College di Cambridge come precettore di George Petre. Questa incarico inusuale per un prete cattolico venne pagato con l'indifferenza dei membri dell'Università.
Quando Petre lasciò Cambridge, Eustace lo accompagnò in un altro viaggio in Grecia, Sicilia e Malta.
Nel 1813 la pubblicazione di Classical Tour gli ottenne un'improvvisa celebrità e divenne una personalità importante nella società letteraria. Un breve viaggio in Francia, nel 1814, produsse le sue Letters from Paris. Nel 1815 viaggiò anche in Italia. Colto dalla malaria a Napoli, vi morì.

## Opere
- A Political Catechism adapted to the present Moment, Londra, J. Mawman, 1810.
- An Answer to the Charge delivered by the Bishop of Lincoln to the Clergy of that Diocese at the Triennial Visitation in 1812, Londra, J. Mawman, 1813.
- A Tour through Italy, vol. 1, Londra, J. Mawman, 1813.
- A Tour through Italy, vol. 2, Londra, J. Mawman, 1813.
- A Classical Tour through Italy, an. MDCCCII, Londra, J. Mawman, 1815 (edizione in 4 volumi rivista e ampliata rispetto all'opera precedente in 2 volumi).
- The Proofs of Christianity, Londra, J. Mawman, 1814.